# Cicurina utahana
Cicurina utahana là một loài nhện trong họ Dictynidae.
Loài này thuộc chi Cicurina. Cicurina utahana được Ralph Vary Chamberlin miêu tả năm 1919.